# Flugunfall am Donnellon/Marion County Airport 2016
Der Flugunfall am Donnellon/Marion County Airport 2016 ereignete sich am 14. Oktober 2016, als ein Fallschirmspringer nach einem vorzeitigen Auslösen seines Reservefallschirms gegen den Türspalt einer Cessna 208 Caravan geschleudert, aus der Maschine gesogen und dabei tödlich verletzt wurde.

## Maschine
Bei der Maschine handelte es sich um eine 1989 gebaute Cessna 208 Caravan mit der Werknummer 20800150, die zunächst mit dem Testkennzeichen N9726F auf den Hersteller zugelassen und im Dezember 1989 mit dem Luftfahrzeugkennzeichen JA8212 an das japanische Unternehmen Nozaki Sangyo ausgeliefert wurde. Im Jahr 2007 wurde die Maschine in die USA reimportiert und auf Kevin McCole zugelassen, bei dem sie zum 2. Februar 2007 das Kennzeichen N208KM erhielt. Zum 22. Mai 2007 wurde die Cessna auf die SOASS LLC umregistriert und zum 21. Dezember 2008 nochmals auf die Dilkara Leasing LLC, ehe Kevin McCole zum 21. Oktober 2013 wieder als Halter der Maschine eingetragen wurde. Das einmotorige Zubringerflugzeug war mit einem Turboproptriebwerk des Typs Pratt & Whitney Canada PT6A-114 ausgestattet, das mit einem dreiblättrigen, verstellbaren Hartzell-Propeller bestückt war. Bis zum Zeitpunkt des Unfalls hatte die Cessna eine Gesamtbetriebsleistung von 11.336 Betriebsstunden absolviert.

## Insassen
Den Fallschirmsprungflug hatten 10 Fallschirmspringer angetreten. Es befand sich zudem ein 67-jähriger Pilot als einziges Besatzungsmitglied an Bord. Der Pilot verfügte über 6.761 Stunden Flugerfahrung, wovon er 2.065 Flugstunden in der Cessna 208 absolviert hatte.

## Unfallhergang
Die Maschine stieg nach dem Start auf eine Flughöhe von 1.250 Fuß, aus der die Fallschirmsprünge durchgeführt werden sollten. Die ersten drei Fallschirmspringer sprangen ohne besondere Vorkommnisse aus der Maschine ab. Der vierte Fallschirmspringer schien zu zögern, woraufhin sich ein erfahrenerer Fallschirmspringer zu ihm vorbeugte. Nachdem der vierte Fallschirmspringer aus der Maschine abgesprungen war, konnte der Trainingsleiter beobachten, wie der Reservefallschirm des erfahreneren Fallschirmspringers auslöste und außerhalb der Maschine in den Propellerstrahl geriet. Der Springer versuchte, den Fallschirm wieder zurück in die Maschine zu ziehen, wurde jedoch gewaltsam gegen den Türrahmen geschleudert und schließlich aus der Maschine gesogen. Augenzeugen am Boden konnten beobachten, wie der Springer mit seinem flatternden, nicht geöffneten Reservefallschirm zu Boden fiel. Die Augenzeugen berichteten, dass der Springer offensichtlich bewusstlos war, sich nicht bewegte und seinen Hauptfallschirm nicht auslöste. Der Flugkapitän war in der Lage, die Kontrolle über die Maschine zu behalten und diese sicher zu landen. Bei der Begutachtung der Schäden wurde festgestellt, dass der Türrahmen und die Seitenwand der Maschine sehr stark verformt waren.

## Unfalluntersuchung
Das National Transportation Safety Board untersuchte den Zwischenfall. Als wahrscheinliche Unfallursache für den Unfall wurde angegeben, dass der betroffene Fallschirmspringer versäumt hatte, auf das Zugseil zum Auslösen des Fallschirms zu achten.